# The Doors Box Set (part 1)
The Doors Box Set (part 1) is een compilatie van live opnames van The Doors of niet eerder vrijgegeven studio opnames uit de periode 1965 tot en met 1970.

## Tracklist

### CD 1: Without A Safety Net
1. Five To One (Dinner Key Auditorium, Miami, 1969) (7:29)
2. Queen of The Highway (alternatieve versie opgenomen in de Elektra Studios in 1969) (3:32)
3. Hyacinth House (demo opgenomen bij Robby Krieger thuis in 1969) (2:40)
4. My Eyes Have Seen You (demo opgenomen in de World Pacific Studios in 1965) (2:01)
5. Who Scared You (Elektra Studios (1969) (3:16)
6. Black Train Song (The Spectrum Philadelphia in 1970) (12:22)
7. End of The Night (demo opgenomen in de World Pacific Studios in 1965) (2:59)
8. Whiskey, Mystics and Men (Elektra Studios in 1970) (2:19)
9. I Will Never Be Untrue (Aquarius Theater, Hollywood in 1970) (3:56)
10. Moonlight Drive (demo opgenomen in de World Pacific Studios in 1965) (2:31)
11. Moonlight Drive (Sunset Sound Studios in 1966) (2:40
12. Rock Is Dead (Elektra Studios in 1970) 16:39
13. Albinoni’s Adagio in g mineur (TIG Studios in 1968) (4:40)

### CD 2: Live in New York (opgenomen in Madison Square Garden inNew Yorkin 1970)
1. Roadhouse blues (4:19)
2. Ship of Fools (3:20)
3. Peace Frog (3:15)
4. Blue Sunday (2:27)
5. The Celebration of the Lizard (17:18)
6. Gloria (7:14)
7. Crawling King Snake (6:12)
8. Money (2:49)
9. Poontang Blues/Build Me A Woman/Sunday Trucker (3:35)
10. The End (18:01)

Alle nummers werden geschreven door The Doors, behalve Black Train Song, Gloria , Money, Poontang Blues, Build Me A Woman en natuurlijk het Adagio van Albinoni.